# Coast Guard Investigative Service
Pour les articles homonymes, voir CGIS.
Le Coast Guard Investigative Service (CGIS) est la division des garde-côtes américains chargée des enquêtes sur les crimes où des garde-côtes sont impliqués. Il se compose de civils comme de militaires d'active et de réserve, ainsi que d'agents spéciaux.
Théoriquement, tous les agents du CGIS, qu'ils dépendent des départements enquêtes, enquêtes criminelles, contre-espionnage ou protection, sont des agents assermentés et sont autorisés à interpeller des suspects. Cette règle souffre comme exception, un petit nombre de personnels militaires de réserve.
Les agents spéciaux du CGIS sont assermentés conformément au titre 14 section 94 du code des États-Unis.

## Apparition télé
- Dans la série NCIS : Enquêtes spéciales, Abigail Borin est une agente responsable d'une équipe du CGIS qui aide l'équipe de Gibbs lors de diverses affaires de la saison 7 à 12.